# Papa Giovanni I
Giovanni I (Toscana, 470 – Ravenna, 18 maggio 526) è stato il 53º papa della Chiesa cattolica, che lo venera come santo e martire. Il suo pontificato durò dal 13 agosto 523 alla sua morte.

## Biografia
Toscano di nascita, secondo alcune fonti era di Siena, secondo altre, invece, era nato nel castello di Serena, presso Chiusdino (SI), ed era figlio di un certo Costanzo.

### L'elevazione al papato
Già molto anziano e fragile, fu elevato alla dignità di vescovo di Roma sette giorni dopo la morte di papa Ormisda, il 13 agosto 523. Poiché il suo Bullarium contiene solamente due lettere indirizzate rispettivamente ad un certo arcivescovo Zaccaria e ai vescovi d'Italia e poiché, molto probabilmente, entrambe sono apocrife, non sappiamo nulla del suo modo di amministrare. Le uniche informazioni di cui siamo in possesso, anche se molto vaghe, riguardano un suo viaggio a Costantinopoli, un viaggio che sembra avere avuto risultati di grande importanza storica e che fu la causa della sua morte.

### La questione ariana
Nel 523, l'imperatore bizantino Giustino I, nel suo zelo per l'ortodossia cristiana, aveva promulgato un severo editto contro gli ariani d'oriente, costringendoli, fra l'altro, all'abiura e a restituire ai cattolici le chiese che avevano occupato. Teodorico, re degli Ostrogoti e d'Italia, difensore convinto dell'arianesimo, si risentì per queste misure dirette contro i suoi correligionari, ed era tanto più irritato in quanto ben cosciente di aver posto in atto una politica di assoluta tolleranza nei confronti dei cattolici. Diffidava inoltre della politica di avvicinamento avviata dalla Sede Apostolica verso quella di Costantinopoli, che sospettava celasse un piano volto alla restaurazione dell'autorità imperiale in Italia.
I sospetti in tal senso non erano del tutto infondati. Fino al 493 infatti, quando Teodorico esautorò e uccise Odoacre, il governo delle province italiane era di fatto tenuto dai vescovi. Assunto il potere, il re goto esautorò le autorità ecclesiastiche dal governo del territorio, e le sostituì con un corpo di funzionari civili e militari; l'arbitro della situazione italiana non era dunque più il papa per il tramite dei vescovi, ma il re per mezzo dei suoi conti. È vero che, sebbene ariano, Teodorico aveva concesso ai cattolici la più ampia libertà di culto, ma è anche vero che esonerò i membri del clero da tutti i ruoli incompatibili con il loro ministero, tassandoli e privandoli di molte immunità di cui avevano fino ad allora goduto. La Chiesa non poteva gradire questo trattamento.
Per fare pressione sull'imperatore e costringerlo a moderare la sua politica di repressione nei confronti degli ariani, agli inizi del 525 Teodorico gli inviò un'ambasciata composta da ecclesiastici e senatori romani: Ecclesio, vescovo di Ravenna, Eusebio, vescovo di Fano, Sabino, vescovo di Capua, i senatori Teodoro, Importùno e Agàpito, e il patrizio Agàpito Conti. Infine Teodorico costrinse Papa Giovanni, sotto la minaccia di una rappresaglia nei confronti dei cattolici d'occidente, ad assumersi la responsabilità dell'ambasciata. Teodorico impose al pontefice di insistere affinché l'imperatore ritirasse l'Editto del 523 e (secondo l'Anonimo Valesiano) di esortarlo a far ritornare all'arianesimo gli ariani convertiti al cattolicesimo.
Sono state formulate molte ipotesi sul ruolo svolto da Giovanni I in questa vicenda. Le fonti di cui disponiamo per studiare l'evento non sono molto esplicite e possono essere ridotte a quattro: l'Anonimo Valesiano, il Liber pontificalis, l'opera di Gregorio di Tours Liber in gloria martyrum e il Liber Pontificalis Ecclesiae Ravennatis di Andrea Agnello. Ad ogni modo, il papa poteva solo usare le arti della diplomazia verso Giustino di Bisanzio. Se fosse entrato nel merito della controversia teologica, infatti, non avrebbe potuto che condannare le tesi ariane, secondo le quali "ci fu un tempo in cui il Figlio non c'era"; e soprattutto non poteva certamente condividere la richiesta di Teodorico relativa al ritorno all'arianesimo dei convertiti. Che quest'analisi della situazione fosse corretta è evidenziato dal trattamento che fu concesso al papa quando giunse in Oriente: un ricevimento che certamente non sarebbe stato così sontuoso se gli ambasciatori romani si fossero opposti alla lotta intrapresa dall'imperatore contro gli ariani. Per poter vedere Giovanni I, gli abitanti di Costantinopoli si radunarono sulle strade in gran massa. Giustino, per omaggiarlo, quando lo incontrò si prostrò, e, poco tempo dopo, si fece incoronare dal papa. Tutti i patriarchi orientali fecero a gara nel manifestare la loro comunione nella fede col pontefice; solamente Timoteo IV di Alessandria, che già si era mostrato ostile al Concilio di Calcedonia, si tenne a distanza. Infine, il papa, esercitando il suo diritto di precedenza su Epifanio, Patriarca di Costantinopoli, officiò solennemente nella Basilica di Santa Sofia la Messa pasquale seguendo il Rito latino (19 aprile 526). Subito dopo fece ritorno a Roma.
Se l'accoglienza di Giovanni I da parte dell'imperatore, del clero, e dei fedeli d'oriente prova come il suo ruolo di pastore supremo della Chiesa fosse pienamente riconosciuto, il sentimento fortemente contrariato che mostrò Teodorico al ritorno del papa è una prova altrettanto evidente del fatto che il re ostrogoto considerasse il pontefice un avversario, se non un nemico. Il monarca, infuriato nel vedere la fazione nazionalista che riprendeva vigore in Italia, si era appena macchiato le mani del sangue di Boezio, il grande filosofo, e di Simmaco suo suocero, due tra i personaggi più in vista del senato. Il re era inoltre esacerbato nei confronti del papa, la cui ambasciata aveva ottenuto un esito molto diverso da ciò che egli desiderava, e che sospettava favorisse i difensori dell'antica libertà di Roma.
Infatti, non appena Giovanni, di ritorno dall'oriente, sbarcò in Italia, Teodorico lo fece arrestare e incarcerare a Ravenna. Fiaccato dalle fatiche del viaggio, e sottoposto a severe privazioni, il papa morì poco tempo dopo in prigione. Secondo la tradizione morì il 18 maggio del 526. Il suo corpo quattro anni dopo fu traslato a Roma e sepolto sotto il pavimento della Basilica di San Pietro. Nel suo epitaffio non ci sono allusioni al suo ruolo storico.

## Culto
La Chiesa latina lo annovera fra i suoi martiri e lo commemora il 18 maggio; il Martirologio Romano precedente all'edizione del 2001 ricordava la traslazione del suo corpo al 27 maggio. Viene venerato sia a Ravenna che in Toscana.
Nell'iconografia, Giovanni I viene raffigurato come un uomo che guarda dalle sbarre di una prigione, o imprigionato con un diacono e un suddiacono.
Dal Martirologio Romano:
Non è certo se la chiesa di San Giovanni un tempo esistente a Chiusdino, da taluni storici ritenuto suo paese natale, e distrutta durante la Guerra di Siena, nel 1555, fosse dedicata a lui piuttosto che a Giovanni Battista.